# Static (альбом Huntress)
| Оценки критиков               | Оценки критиков |
| Источник                      | Оценка          |
| ----------------------------- | --------------- |
| AllMusic                      | [ 1 ]           |
| Brave Words & Bloody Knuckles | 7/10            |

Static — третий и последний студийный альбом американской хеви-метал-группы Huntress. Релиз альбома состоялся 25 сентября 2015 года. Название альбома, трек-лист и обложка были объявлены ещё 15 июня, вместе с аудиофрагментом песни «Flesh».
31 июля 2015 года состоялась премьера музыкального видео на песню «Flesh». 25 сентября 2015 года состоялась премьера клипа на песню «Sorrow».
Это последний альбом, записанный с вокалисткой Джилл Янус до её смерти 14 августа 2018 года.

## Список композиций
Авторы всех песен — Huntress.
| №                   | Название                       | Длительность |
| ------------------- | ------------------------------ | ------------ |
| 1.                  | «Sorrow»                       | 3:48         |
| 2.                  | «Flesh»                        | 4:13         |
| 3.                  | «Brian»                        | 4:36         |
| 4.                  | «I Want to Wanna Wake Up»      | 3:27         |
| 5.                  | «Mania»                        | 8:43         |
| 6.                  | «Four Blood Moons»             | 4:59         |
| 7.                  | «Static»                       | 3:47         |
| 8.                  | «Harsh Times on Planet Stoked» | 4:42         |
| 9.                  | «Noble Savage»                 | 4:37         |
| 10.                 | «Fire in My Heart»             | 4:31         |
| Общая длительность: | Общая длительность:            | 47:23        |

| №                   | Название                                 | Длительность |
| ------------------- | ---------------------------------------- | ------------ |
| 11.                 | «Black Tongue»                           | 3:28         |
| 12.                 | «Vultures Can Wait» (7” vinyl exclusive) | 4:31         |
| Общая длительность: | Общая длительность:                      | 55:22        |

## Участники записи
Huntress
- Джилл Янус — вокал
- Блейк Мил — соло-гитара, бас-гитара
- Эли Сантана — ритм-гитара
- Тайлер Мил — ударные

Производственный персонал
- Пол Фидж — производство, звукоинженер, микширование
- Джим Рота — производство
- Вэнс Келли — арт-директор